# Rudi Nowak
Rudolf „Rudi“ Nowak (* 13. Mai 1921 in Aussig, Tschechoslowakei; † 1991 in Groß-Umstadt) war ein hessischer Politiker (SPD) und Abgeordneter des Hessischen Landtags.

## Ausbildung und Beruf
Rudi Nowak arbeitete nach dem Besuch der Volks- und Bürgerschule sowie der kaufmännischen Berufsschule von 1937 bis 1941 als Praktikant und Angestellter in einer Eisen- und Metallwarenfabrik. 1941 bis 1945 leistete er Kriegsdienst. 1946 musste er als Heimatvertriebener flüchten und zog nach Hessen. 1948 war er Angestellter bei der AOK Dieburg. 1951 legte er die erste und 1959 die zweite Verwaltungsprüfung ab. Seit 1964 war er Geschäftsführender Beamter des Kreisgesundheitsamtes Dieburg.
Rudi Nowak war verheiratet.

## Politik
Rudi Nowak trat 1937 der Deutschen Sozialdemokratischen Partei in der Tschechoslowakischen Republik bei. Nach der Vertreibung ließ er sich in Kleestadt nieder und war dort seit 1948 Vorsitzender des SPD-Ortsvereins Kleestadt sowie Mitglied des Kreisvorstandes der SPD, seit 1958 Kreisschatzmeister. Weiterhin war er Mitglied des Bezirksbeirates Hessen-Süd und langjährig Kreisvorsitzender der Jungsozialisten und Vorsitzender des Ortsvereins Kleestadt der Arbeiterwohlfahrt.
Kommunalpolitisch war er Vorsitzender der Gemeindevertretung in Kleestadt und Kreistagsabgeordneter von 1956 bis 1960. Zwischen 1960 und 1964 war er Kreisbeigeordneter. Vom 30. Dezember 1970 bis zum 30. November 1974 war er Mitglied des Hessischen Landtags.